# Androzeugma mollior
Androzeugma mollior là một loài bướm đêm trong họ Geometridae.